# توفيق عبد الحميد
توفيق عبد الحميد (18 سبتمبر 1956) ممثل مصري. تخرج من كلية الحقوق عام 1979.
التحق بمعهد الفنون المسرحية، وعمل في مسلسلات منها: حديث الصباح والمساء، وأوان الورد، وأين قلبى، وقاسم أمين. قدم استقالته من رئاسة قطاع الإنتاج الثقافي في وزارة الثقافة المصرية في 20 نوفمبر 2011 احتجاجا على قتل الشرطة والجيش معتصمين كانوا يطالبون بجدول زمني لتسليم السلطة للمدنيين.

## من أعماله

### مسلسلات
| - سي عمر وليلى أفندي:2010 - هدوء نسبي:2009 - جنة إبليس:2009 - الهروب من الغرب:2009 - بنات في الثلاثين:2008 - عرب لندن:2008 - قلب الخطر:2008 - نافذة على العالم:2007 - حكايات المدندش:2007 - حضرة المتهم أبي:2006 - كمال أبو العزم - دعوة فرح:2006 - اسلحة دمار شامل:2006 - على نار هادئة:2005 - سعد - الحب موتا:2005 | - لما يعدي النهار:2005 - إمرأة من نار:2004 - عباس السكري - فريسكا:2004 - يا ورد مين يشتريك:2004 - قمر سبتمبر:2003 - الناس في كفر عسكر:2003 - حسن - كناريا وشركاه:2003 - عواد - أميرة في عابدين:2002 - د.شلبي - أين قلبي:2002 - رياض - قاسم أمين:2002 - حرس سلاح:2002 - حديث الصباح والمساء:2001 - عزيز المصري - بوابة الحلواني: (ج4) 2001 - ملكة من الجنوب:2001 | - البيضاء:2001 - صراع الأقوياء:2001 - الوشاح الأبيض:2000 - إسماعيل - أوان الورد:2000 - سامحوني ماكنش قصدي:1999 - أم كلثوم:1999 - فكري أباظة - الشهاب:1999 - أوراق مصرية: (ج1) 1998 - الإمام ابن حزم:1998 - اللص والكلاب:1998 - شلاطة - أحلام فستق:1996 - العائلة:1994 - فتحي المنياوي - أيام المنيرة:1994 - الوعد الحق:1993 - عبد الله بن جدعان | - وداعا يا ربيع العمر:1991 - لا إله إلا الله: (ج4) 1988 - مرمبتاح - مولود في الوقت الضائع:1988 - محمد رسول الله: (ج5) 1985 - ابن تيمية:1985 - سلمان الفارسى:1980 - الوليمه:1979 - عبدالرحمن ابن أبي بكر - مجالس العرب - وتبقى الأرض دائما - الضمير - وجاء الاسلام بالسلام - ولاد حارتنا |

| - حلم العمر:2008 - مافيا:2002 - وسيم - أمير الظلام:2002 - ضابط شرطة - الفرح:2009 - وحياة قلبي وأفراحه:2000 - رحلة الحلاج | - رجل القلعة:2006 - محمد علي باشا - في عز الظهر:2003 - عيال تجنن:1994 - المهر:1989 - سالومي:1988 - لعبة الحب - مجنون ليلى - واقدساه | - الزهور تملأ الحديقة - في ذكرى المولد - ذات يوم ذات شهر ذات سنة - الأصدقاء - ما وراء الأيام - المتهمة |

## هوامش
- عمل مديراً للمسرح القومي
- صرح باعتزاله للتمثيل عام 2013، لعدم توافر المناخ المناسب
- تقدم توفيق عبد الحميد باستقالته من منصبه كرئيس لقطاع الإنتاج الثقافي بوزارة الثقافة احتجاجا على ما يحدث من الشرطة المصرية داخل ميدان التحرير.

## روابط خارجية
- توفيق عبد الحميد على موقع الدهليز
- توفيق عبد الحميد على موقع قاعدة بيانات الأفلام العربية